# Dolly Wells
Pour les articles homonymes, voir Wells.
Dorothy Perpetua Wells (née Gatacre ; 5 décembre 1971) est une actrice britannique. Elle est connue pour ses rôles dans la saga Bridget Jones aux côtés de Renée Zellweger, le film Les faussaires de Manhattan (2018) de Marielle Heller, ou la minisérie Dracula (2020) produite par la BBC.

## Biographie
Wells est née sous le nom de Dorothy Gatacre, à Merton, Londres.
Elle est la fille de l'acteur comique John Wells et de Teresa Chancellor, fille de Christopher Chancellor, directeur général de Reuters de 1944 à 1959. Wells grandit en pensant que son père est son beau-père et n'a découvert qu'il est son père biologique qu'à l'âge de dix-huit ans. Elle change ensuite son nom de Gatacre (le premier mari de sa mère est Edward Gatacre) en Wells. Elle est la cousine germaine de l'actrice Anna Chancellor.
Tout en essayant de construire une carrière d'actrice, elle travaille comme journaliste à l'Evening Standard et comme critique littéraire.
Wells épouse le photographe Mischa Richter en 2000. Ils ont une fille, Elsie (née en 2002) et un fils, Ezra (né en 2005). Tous deux sont apparus avec leur mère dans Doll & Em.
En 2020, Wells et Richter divorcent.

## Filmographie

### Films
| Year | Title                          | Role                   | Notes[réf. à confirmer] |
| ---- | ------------------------------ | ---------------------- | ----------------------- |
| 1998 | The Sea Change                 | Jane                   |                         |
| 2001 | Far on Foot                    | Sophie Cartwright      | court métrage           |
| 2001 | Le journal de Bridget Jones    | Woney                  |                         |
| 2002 | Le voyage de Morvern Callar    | Susan                  |                         |
| 2003 | Nobody Needs to Know           | Dolly                  | productrice associée    |
| 2003 | Rose et Cassandra              | Vendeuse               |                         |
| 2008 | Dark World                     | Nurse                  |                         |
| 2009 | Mr. Right                      | Fizz                   |                         |
| 2012 | Tumult                         | Guide                  | court métrage           |
| 2014 | Benny & Jolene                 | Rosamund               |                         |
| 2015 | Black Mountain Poets           | Claire                 |                         |
| 2015 | 45 ans                         | Charlotte              |                         |
| 2016 | Orgueil et Préjugés et Zombies | Mrs. Featherstone      |                         |
| 2016 | Bridget Jones Baby             | Woney                  |                         |
| 2017 | Izzy Gets the F*ck Across Town | La femme dans le champ |                         |
| 2017 | Un coeur à prendre             | Tracy                  |                         |
| 2017 | I Do... Until I Don't          | Vivian Prudeck         |                         |
| 2018 | Boundaries                     | Sofia                  |                         |
| 2018 | Furlough                       | SA Group Leader        |                         |
| 2018 | Les faussaires de Manhattan    | Anna                   |                         |
| 2020 | Le Beau Rôle                   | Second AD Daisy        |                         |
| 2021 | Love Spreads                   | Julie                  |                         |
| 2022 | Susie Searches                 | Professor Gallagher    |                         |
| 2023 | Three Birthdays                | Marian                 |                         |
| 2024 | Down, Down, Down               | Sarah                  | court métrage           |
| 2024 | Babygirl                       | Thérapeute             |                         |
| 2025 | Bridget Jones: Folle de lui    | Woney                  |                         |

### Télévision
| Year       | Title                                               | Role                                     |
| ---------- | --------------------------------------------------- | ---------------------------------------- |
| 1997       | The Bill                                            | Janet James                              |
| 1998       | Dinnerladies                                        | Hannah                                   |
| 1998       | Inspecteur Barnaby                                  | Ava Rokeby                               |
| 1999       | In the Name of Love                                 | Helen Walters                            |
| 1999       | Goodnight Sweetheart                                | Celia Johnson                            |
| 2000       | Murder Rooms: Mysteries of the Real Sherlock Holmes | Elspeth Scott                            |
| 2002       | The Gathering Storm                                 | Sarah Churchill                          |
| 2002       | Bertie and Elizabeth                                | Princess Mary                            |
| 2003; 2008 | Peep Show                                           | Paula                                    |
| 2004       | The Final Quest                                     | Anthea                                   |
| 2004       | Sex Traffic                                         | Sarah                                    |
| 2004       | La loi de Murphy                                    | Susan Green                              |
| 2006       | Doctors                                             | Claire Morris                            |
| 2006–2008  | Star Stories                                        | plusieurs personnages                    |
| 2007       | The Mighty Boosh                                    | Methuselah                               |
| 2007; 2010 | The IT Crowd                                        | Miranda / Paula                          |
| 2009       | Comedy Showcase                                     | Lydia Tennant                            |
| 2009       | Free Agents                                         | Sarah Stephens                           |
| 2009–2011  | Campus                                              | Lydia Tennant                            |
| 2011–2012  | Spy                                                 | Judith Elliot                            |
| 2012       | Starlings                                           | Annika                                   |
| 2012       | Casualty                                            | Josie Betts                              |
| 2012       | Pramface                                            | Ante-natal Instructress                  |
| 2012–2014  | Some Girls                                          | Anna Hitchcock                           |
| 2012–2014  | Noel Fielding's Luxury Comedy                       | Various characters                       |
| 2014–2015  | Doll & Em                                           | Dolly                                    |
| 2015–2016  | Blunt Talk                                          | Celia Havemeyer                          |
| 2016       | Younger                                             | Stephanie                                |
| 2018       | Portlandia                                          | Dolly Wells                              |
| 2018       | Room 104                                            | Catherine                                |
| 2019       | The Christmas Kid                                   | Agent                                    |
| 2020       | Dracula                                             | Agatha Van Helsing / Dr. Zoe Van Helsing |
| 2021       | The Pursuit of Love                                 | Aunt Sadie                               |
| 2021       | The Outlaws                                         | Margaret                                 |
| 2021       | Le Tour du monde en quatre-vingt jours              | Estella                                  |
| 2022       | Inside Man                                          | Janice Fife                              |
| 2023       | And Just Like That...                               | Joy                                      |
| 2024       | Les aventures imaginaires de Dick Turpin            | Eliza Bean                               |